# Patrick Sutter (labdarúgó)
Patrick Sutter (Sankt Gallen, 1999. január 18. –) svájci labdarúgó, a Stade Lausanne Ouchy hátvéde.

## Pályafutása
Patrick Sutter a svájci Sankt Gallen városában született. Az ifjúsági pályafutását az FC Rheinecknél kezdte, majd az első osztályban szereplő St. Gallen folytatta. 
2017-ben mutatkozott be a St. Gallen tartalékcsapatában, ahol idáig 54 mérkőzésen lépett pályára és 12 gólt szerzett. 2019-ben egy rövid ideig kölcsönjátékosként a Winterthurnál szerepelt, de itt is csak a tartalékcsapatban lépett pályára. A kölcsön lejártának másnapján már a Brühl együtteséhez igazolt. A 2020–21-es szezonban debütált a St. Gallen első csapatában. Először a 2021. április 24-ei, Vaduz elleni Super League-mérkőzésen lépett pályára. Első gólját a 2021. december 11-én, az Lugano ellen hazai pályán 1–1-es döntetlennel zárult találkozón szerezte. 2024. július 1-jén a Stade Lausanne Ouchy szerződtette.

## Statisztikák
2024. augusztus 9. szerint

| Klub                 | Szezon   | Osztály      | Bajnokság | Bajnokság | Kupa  | Kupa | Nemzetközi | Nemzetközi | Összesen | Összesen |
| Klub                 | Szezon   | Osztály      | Meccs     | Gól       | Meccs | Gól  | Meccs      | Gól        | Meccs    | Gól      |
| -------------------- | -------- | ------------ | --------- | --------- | ----- | ---- | ---------- | ---------- | -------- | -------- |
| St. Gallen           | 2020–21  | Super League | 3         | 0         | 0     | 0    | —          | —          | 3        | 0        |
| St. Gallen           | 2021–22  | Super League | 20        | 2         | 3     | 0    | –          | –          | 23       | 2        |
| St. Gallen           | 2022–23  | Super League | 24        | 0         | 1     | 0    | –          | –          | 25       | 0        |
| St. Gallen           | 2023–24  | Super League | 13        | 0         | 0     | 0    | –          | –          | 13       | 0        |
| Stade Lausanne Ouchy | 2024–25  | Super League | 4         | 0         | 1     | 1    | —          | —          | 5        | 1        |
| Összesen             | Összesen | Összesen     | 64        | 2         | 5     | 1    | 0          | 0          | 69       | 3        |

## Sikerei, díjai
St. Gallen
- Swiss Super League
  - Ezüstérmes (1): 2019–20

- Svájci Kupa
  - Döntős (2): 2020–21, 2021–22